# Jan Wienese
Henri Jan Wienese (født 4. juni 1942 i Amsterdam) er en tidligere hollandsk roer og olympisk deltager.
Wienese vandt bronze ved EM i singlesculler 1966 og 1967 og sølv ved VM i 1966.
Han deltog i singlesculler ved OL i 1968 i Mexico City. Han vandt klart sit indledende heat og sin semifinale, og i finaleheatet rykkede Wienese fra de øvrige roere midtvejs, og han kom i mål som vinder i tiden 7:47.80 minutter, hvilket var godt fire sekunder hurtigere end sølvmedaljevinderen, Jochen Meißner fra Vesttyskland, og næsten ti sekunder bedre end Alberto Demiddi fra Argentina, som vandt bronze. Dermed sikrede Wienese den første hollandske OL-romedalje siden 1924.

## OL-medaljer
- 1968:  Guld i single-sculler